# Serbslaviska

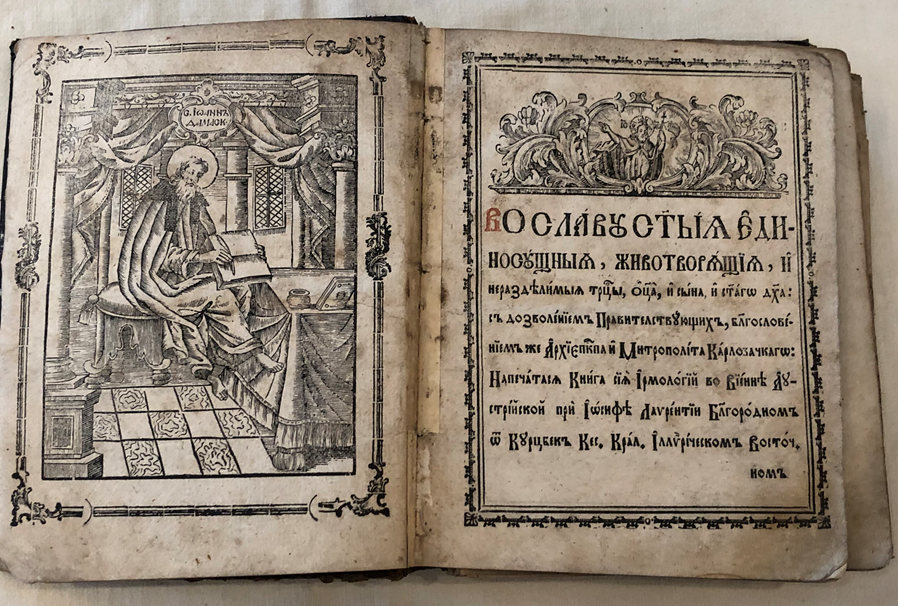
Serbisk-ortodox kyrkbok från 1800-talet skriven på serbslaviska.

Serbslaviska, eller Serboslaviska, (serbslaviska: Сьрбословѣньскъ ѩзыкъ; modern serbisk kyrilliska: Српскословенски језик; latinska: Srpskoslovenski jezik) är namnet på det serbiska språkets upplaga av fornkyrkoslaviskan och som var det första litterära språket bland serberna.
Serbslaviskan ska inte förväxlas med slaviskserbiskan.

## Bakgrund och språket
Serbslaviskan tillhör fornkyrkoslaviskan, som skapades av missionärerna Kyrillos och Methodios under 800-talet.
Språket användes fram till 1830-talet, då det erattes av den ryska upplagan av fornkyrkoslaviskan.
Serbslaviskan användes främst i bland annat liturgiska böcker.